# Grèce aux Jeux olympiques d'été de 1932
L'équipe olympique grecque participe aux Jeux olympiques d'été de 1932 à Los Angeles. Elle n'y remporte aucune médaille. L'athlète Christos Mantikas est le porte-drapeau d'une délégation grecque comptant 10 sportifs.

## Athlètes engagés

### Athlétisme
Courses
| Athlète                                                                  | Épreuve          | Série    | Série              | Quart de finale | Quart de finale | Demi-finale | Demi-finale | Finale   | Finale |
| Athlète                                                                  | Épreuve          | Résultat | Rang               | Résultat        | Rang            | Résultat    | Rang        | Résultat | Rang   |
| ------------------------------------------------------------------------ | ---------------- | -------- | ------------------ | --------------- | --------------- | ----------- | ----------- | -------- | ------ |
| Angelos Lambrou                                                          | 100 m            | 11 s 30  | 3e de sa série     | ??              | ??              | NC          | NC          | NC       | NC     |
| Chrístos Mántikas                                                        | 400 m            | 49 s 6   | 5e de sa série (E) | NC              | NC              | NC          | NC          | NC       | NC     |
| Chrístos Mántikas                                                        | 110 mètres haies | 15 s 1   | 2e de sa série     | NC              | NC              | Disqualifié | /           | NC       | NC     |
| Chrístos Mántikas                                                        | 400 mètres haies | 56 s 4   | 3e de sa série     | NC              | NC              | Disqualifié | /           | NC       | NC     |
| Evangelos Moiropoulos                                                    | 400 mètres haies | 55 s 2   | 4e de sa série (E) | NC              | NC              | NC          | NC          | NC       | NC     |
| Angelos Lambrou Chrístos Mántikas Evangelos Moiropoulos Renos Frangoudis | 4 x 100 mètres   | 42 s 9   | 4e de sa série (E) | NC              | NC              | NC          | NC          | NC       | NC     |
| John Moralis                                                             | 50 km marches    | NC       | NC                 | NC              | NC              | NC          | NC          | AB       | /      |

Concours
| Athlète               | Épreuve          | Qualification | Qualification | Finale   | Finale |
| Athlète               | Épreuve          | Distance      | Rang          | Distance | Rang   |
| --------------------- | ---------------- | ------------- | ------------- | -------- | ------ |
| Peter Clentzos        | Saut à la perche | -             | -             | 3.75     | 7e     |
| Nikolaos Papanikolaou | Triple saut      | -             | -             | 13.92    | 13e    |

### Boxe
| Nikolaos Mastoridis | Poids mi-lourds (- 79,4 kg) | Gino Rossi PTS | NC | NC | NC | NC |

### Lutte
| Athlète             | Compétition | Qualifications          | Qualifications        | Qualifications           | Qualifications               | Qualifications | Finale              | Finale |
| Athlète             | Compétition | Tour 1                  | Tour 2                | Tour 3                   | Tour 4                       | Rang           | Finale              | Rang   |
| Athlète             | Compétition | Adversaire Résultat     | Adversaire Résultat   | Adversaire Résultat      | Adversaire Résultat          | Rang           | Adversaire Résultat | Rang   |
| ------------------- | ----------- | ----------------------- | --------------------- | ------------------------ | ---------------------------- | -------------- | ------------------- | ------ |
| Lutte gréco-romaine |             |                         |                       |                          |                              |                |                     |        |
| Georges Zervinis    | Poids Coq   | / /                     | Jakob Brendel Défaite | Marcello Nizzola Défaite | /                            | 5              | /                   | /      |
| Lutte libre         |             |                         |                       |                          |                              |                |                     |        |
| Georges Zervinis    | Poids Coq   | James Trifunov Victoire | Joseph Reid Défaite   | Aatos Jaskari Défaite    | /                            | 4              | /                   | /      |
| John Farmakidis     | Poids Plume | Hatta Ichiro Victoire   | Jean Chasson Victoire | Einar Karlsson Défaite   | Hermanni Pihlajamäki Défaite | 5              | /                   | /      |